# Iphoctesis
Iphoctesis là một chi nhện trong họ Thomisidae.